# Argiolaus alcibiades
Argiolaus alcibiades är en fjärilsart som beskrevs av Kirby 1871/77. Argiolaus alcibiades ingår i släktet Argiolaus och familjen juvelvingar. Inga underarter finns listade i Catalogue of Life.